# 惠勒縣 (內布拉斯加州)
惠勒縣（英語：Wheeler County）是美國內布拉斯加州中部的一個縣。面積1,491平方公里。根據美國2000年人口普查，共有人口886人。縣治巴特利特 (Bartlett)。
成立於1877年12月17日，縣政府成立於1881年4月11日。縣名紀念州農業局長Daniel H. Wheeler。